# Житняк
Житня́к (лат. Agropýron) — род многолетних травянистых растений семейства Злаки, или Мятликовые (Poaceae) родом из Евразии и Северной Африки. Некоторые виды житняка были завезены в Северную Америку, Австралию и Новую Зеландию.
Распространён в степях и лесостепях. Растение не требовательно к почвам, способно расти на песчаном или каменистом грунте
Ценное кормовое растение, в культуре начиная с XX века.
В 100 кг сена содержится 48,5 кормовых единиц и 6,7 кг переваримого протеина, в 100 кг травы в период колошения – 22,5 кормовых единиц и 4 кг переваримого протеина .

## Культивируемые виды
По строению колоса житняк различается на узкоколосый и ширококолосый. Ширококолосый житняк имеет более широкий, плотный, остистый колос длиной 5 см, в период цветения окраска сизая или голубоватая. Узкоколосый — узкий, рыхлый, короткоостистый, длиной до 7-7,5 см, во время цветения окраска зеленая.
В Российский Государственный реестр селекционных достижений, допущенных к использованию в 2022 году, включено 11 сортов Житняк гребневидный, 3 сорта Житняк сибирский и 8 сортов Житняк узкоколосый.

## Вегетация
В травосмесях в первые два года развивается медленно, особенно при недостаточном увлажнении, образуя к осени только 1-2 стебля, в посеве занимает всего 10-15%. Кустистость в первый год жизни бывает 20-30 стеблей на одно растение.
На второй год жизни также образует немного побегов, слабо вытесняет сорные растения, даёт небольшой урожай сена. Полного развития достигает на третий
год жизни, при этом кустистость в разреженных посевах достигает 600-800 стеблей на одно растение и образуется плотная дернина, почти полностью подавляющая однолетние сорняки. За счет мощного кущения обладает высокой конкурентоспособностью. На 3-5 год жизни начинает вытеснять другие виды, занимая основное положение в травостоях.
На третий год жизни житняк даёт наибольшие урожаи сена и семян. С 5-6 года продуктивность постепенно начинает снижаться, но в травостое может сохраняться десятки лет.

## Виды
По информации базы данных The Plant List, род включает 26 видов:
- Agropyron × acutiforme Rouy
- Agropyron × acutum (DC.) Roem. & Schult.
- Agropyron × apiculatum Tscherning
- Agropyron badamense Drobow
- Agropyron × blaviense Malv.Fabre
- Agropyron brownei (Kunth) Tzvelev
- Agropyron bulbosum Boiss.
- Agropyron cimmericum Nevski — Житняк керченский
- Agropyron cristatum (L.) Gaertn. — Житняк гребенчатый
- Agropyron dasyanthum Ledeb. — Житняк пушистоцветковый
- Agropyron desertorum (Fisch. ex Link) Schult. — Житняк пустынный, или Житняк узкоколосый
- Agropyron deweyi Á.Löve
- Agropyron × duvalii (Loret & Barrandon) Rouy
- Agropyron fragile (Roth) P.Candargy — Житняк ломкий
- Agropyron × interjacens Melderis
- Agropyron krylovianum Schischk.
- Agropyron michnoi Roshev.
- Agropyron mongolicum Keng
- Agropyron × nakashimae Ohwi
- Agropyron × pilosiglume Tzvelev
- Agropyron retrofractum Vickery
- Agropyron striatum Nees ex Steud.
- Agropyron × tallonii Simonet
- Agropyron tanaiticum Nevski
- Agropyron thomsonii Hook.f.
- Agropyron velutinum Nees